# Човек звани храброст (филм из 1969)
Човек звани храброст (енг. True Grit) је вестерн Хенрија Хатавеја из 1969. У главној улози је Џон Вејн. Филм је адаптација истоименог романа Чарлса Портиса. Браћа Коен су 2010. године снимили римејк филма - Човек звани храброст.

## Радња
Мети Рос, четрнаестогодишња девојчица, напушта свој дом да пронађе и казни убицу свог оца, скитницу и разбојника по имену Том Чејни. Стигавши у град, она сазнаје да је Чејни побегао на индијску територију, где нема закона, а штавише, на челу је банда извесног Неда Пепера, званог „Лаки“. То не спречава Мети: након што је продала остатке очеве имовине, она ангажује Рубена Когбурна, једнооког федералног маршала по надимку Рустер, познатог по пијаности, краткотрајној нарав и тврдоглавости, да тражи Рубена Когбурна. Придружује им се тексашки ренџер Лебеф, који такође тражи Чејнија за убиство сенатора. Тројица рано ујутру креће на опасан пут...

## Улоге
| Глумац         | Улога                     |
| -------------- | ------------------------- |
| Џон Вејн       | Рубен Џ. „Рустер“ Когберн |
| Ким Дарби      | Мати Рос                  |
| Глен Кембел    | Ла Беф                    |
| Џереми Слејт   | Емет Квинси               |
| Роберт Дувал   | Лаки Нед Пепер            |
| Денис Хопер    | Мун                       |
| Страдер Мартин | пуковник Г. Стоунхил      |
| Џеф Кори       | Том Чејни                 |
| Доналд Вудс    | Барло                     |

## Награде
- Оскар за најбољег главног глумца (Џон Вејн)
- Златни глобус за најбољег главног глумца у играном филму (драма) (Џон Вејн)